# Infantería de Marina de Siria

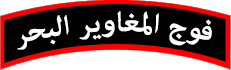
Insignia de la manga del hombro de los marines sirios (Fouj Al-Mughawayr Al-Bahir), un regimiento de la Guardia Republicana siria.

La Infantería de Marina de la República Árabe Siria (en árabe: المشاة من بحري سوريا ) o los marines sirios fue una unidad que tuvo su base en la gobernación de Latakia. Participaron en las operaciones militares de la Guerra Civil Siria en el bando de la República Árabe Siria. En el mes de febrero del año 2016, un gran número de convoyes de infantes de marina fueron desplegados en la Batalla de Palmira en el norte de Latakia. El 8 de septiembre de 2016, más de 1,000 cadetes del cuerpo de marines sirios completaron un curso de entrenamiento de seis meses con la asistencia de consejeros rusos en la gobernación de Latakia.